# Élections législatives de 2022 en Eure-et-Loir
Les élections législatives françaises de 2022 se déroulent les 12 et 19 juin 2022. Dans le département d'Eure-et-Loir, quatre députés sont à élire dans le cadre de quatre circonscriptions.

## Contexte

### Résultats de l'élection présidentielle de 2022 par circonscription
| Circonscription | 1er tour | 1er tour | 1er tour  |         | 2d tour | 2d tour |
| Circonscription | Macron   | Le Pen   | Mélenchon | Macron  | Le Pen  |         |
| --------------- | -------- | -------- | --------- | ------- | ------- | ------- |
| Circonscription |          |          |           |         |         |         |
| 1re             | 30,83 %  | 23,00 %  | 18,02 %   | 59,73 % | 40,27 % |         |
| 2e              | 23,96 %  | 28,27 %  | 24,16 %   | 52,34 % | 47,66 % |         |
| 3e              | 27,36 %  | 29,58 %  | 17,20 %   | 52,21 % | 47,79 % |         |
| 4e              | 25,65 %  | 33,52 %  | 14,11 %   | 46,86 % | 53,14 % |         |

## Système électoral
Les élections législatives ont lieu au scrutin uninominal majoritaire à deux tours dans des circonscriptions uninominales.
Est élu au premier tour le candidat qui réunit la majorité absolue des suffrages exprimés et un nombre de voix au moins égal au quart (25 %) des électeurs inscrits dans la circonscription. Si aucun des candidats ne satisfait ces conditions, un second tour est organisé entre les candidats ayant réuni un nombre de voix au moins égal à un huitième des inscrits (12,5 %) ; les deux candidats arrivés en tête du premier tour se maintiennent néanmoins par défaut si un seul ou aucun d'entre eux n'a atteint ce seuil. Au second tour, le candidat arrivé en tête est déclaré élu.
Le seuil de qualification basé sur un pourcentage du total des inscrits et non des suffrages exprimés rend plus difficile l'accès au second tour lorsque l'abstention est élevée. Le système permet en revanche l'accès au second tour de plus de deux candidats si plusieurs d'entre eux franchissent le seuil de 12,5 % des inscrits. Les candidats en lice au second tour peuvent ainsi être trois, un cas de figure appelé « triangulaire ». Les second tours où s'affrontent quatre candidats, appelés « quadrangulaire » sont également possibles, mais beaucoup plus rares.

### Partis et nuances
Les résultats des élections sont publiés en France par le ministère de l'Intérieur, qui classe les partis en leur attribuant des nuances politiques. Ces dernières sont décidées par les préfets, qui les attribuent indifféremment de l'étiquette politique déclarée par les candidats, qui peut être celle d'un parti ou une candidature sans étiquette.
En 2022, seules les coalitions Ensemble (ENS) et Nouvelle Union populaire écologique et sociale (NUP), ainsi que le Parti radical de gauche (RDG), l'Union des démocrates et indépendants (UDI), Les Républicains (LR), le Rassemblement national (RN) et Reconquête (REC) se voient attribuer  une nuance propre,,.
Tous les autres partis se voient attribuer l'une ou l'autre des nuances suivantes : DXG (divers extrême gauche), DVG (divers gauche), ECO (écologiste), REG (régionaliste), DVC (divers centre), DVD (divers droite), DSV (droite souverainiste) et DXD (divers extrême droite). Des partis comme Debout la France ou Lutte ouvrière ne disposent ainsi pas de nuance propre, et leurs résultats nationaux ne sont pas publiés séparément par le ministère, car mélangés avec d'autres partis (respectivement dans les nuances DSV et DXG),.

## Résultats

### Élus
| Circonscription | Député sortant      | Parti | Parti    | Groupe | Député élu ou réélu | Parti | Parti    | Groupe |
| --------------- | ------------------- | ----- | -------- | ------ | ------------------- | ----- | -------- | ------ |
| 1re             | Guillaume Kasbarian |       | LREM     | LREM   | Guillaume Kasbarian |       | LREM     | RE     |
| 2e              | Olivier Marleix     |       | LR       | LR     | Olivier Marleix     |       | LR       | LR     |
| 3e              | Luc Lamirault       |       | Horizons | AE     | Luc Lamirault       |       | Horizons | HOR    |
| 4e              | Philippe Vigier     |       | MoDem    | MoDem  | Philippe Vigier     |       | MoDem    | DEM    |

### Résultats à l'échelle du département

#### Résultats par coalition
| Parti et coalition                                           | Parti et coalition                                           | Parti et coalition                                | Premier tour | Premier tour | Premier tour | Second tour   | Second tour   | Second tour | Total Sièges  | +/-           |  |
| Parti et coalition                                           | Parti et coalition                                           | Parti et coalition                                | Voix         | %            | Sièges       | Voix          | %             | Sièges      | Total Sièges  | +/-           |  |
| ------------------------------------------------------------ | ------------------------------------------------------------ | ------------------------------------------------- | ------------ | ------------ | ------------ | ------------- | ------------- | ----------- | ------------- | ------------- |  |
|                                                              |                                                              | La République en marche (LREM)                    | 19 109       | 13,44        | 0            | 22 530        | 17,78         | 1           | 1             | en stagnation |  |
|                                                              | Mouvement démocrate (MoDem)                                  | 14 050                                            | 9,88         | 0            | 17 671       | 13,94         | 1             | 1           | Nv            |               |  |
|                                                              | Horizons (H)                                                 | 9 505                                             | 6,68         | 0            | 16 055       | 12,67         | 1             | 1           | Nv            |               |  |
| Total Ensemble (ENS)                                         | Total Ensemble (ENS)                                         | 42 664                                            | 30,00        | 0            | 56 256       | 44,39         | 3             | 3           | 2             |               |  |
|                                                              |                                                              | Rassemblement national (RN)                       | 24 222       | 17,03        | 0            | 22 556        | 17,80         | 0           | 0             | en stagnation |  |
|                                                              | L'Avenir français - Rassemblement national (LAF - RN)        | 8 086                                             | 5,69         | 0            | 13 701       | 10,81         | 0             | 0           | Nv            |               |  |
| Total Rassemblement national et alliés (RN)                  | Total Rassemblement national et alliés (RN)                  | 32 308                                            | 22,72        | 0            | 36 257       | 28,61         | 0             | 0           | en stagnation |               |  |
|                                                              |                                                              | La France insoumise (LFI)                         | 11 077       | 7,79         | 0            |               |               |             | 0             | en stagnation |  |
|                                                              | Génération écologie (GÉ)                                     | 10 087                                            | 7,09         | 0            | 16 251       | 12,82         | 0             | 0           | Nv            |               |  |
|                                                              | Révolution écologique pour le vivant (REV)                   | 6 283                                             | 4,42         | 0            |              |               |               | 0           | Nv            |               |  |
| Total Nouvelle Union populaire écologique et sociale (NUPES) | Total Nouvelle Union populaire écologique et sociale (NUPES) | 27 447                                            | 19,30        | 0            | 16 251       | 12,82         | 0             | 0           | en stagnation |               |  |
|                                                              |                                                              | Les Républicains (LR)                             | 18 418       | 12,95        | 0            | 17 957        | 14,17         | 1           | 1             | 1             |  |
| Total Union de la droite et du centre (UDC)                  | Total Union de la droite et du centre (UDC)                  | 18 418                                            | 12,95        | 0            | 17 957       | 14,17         | 1             | 1           | 2             |               |  |
|                                                              | Reconquête (REC)                                             | Reconquête (REC)                                  | 5 862        | 4,12         | 0            |               |               |             | 0             | Nv            |  |
|                                                              | Dissidents Les Républicains                                  | Dissidents Les Républicains                       | 3 706        | 2,61         | 0            | 0             | en stagnation |             |               |               |  |
|                                                              | Parti animaliste (PA)                                        | Parti animaliste (PA)                             | 2 269        | 1,60         | 0            | 0             | en stagnation |             |               |               |  |
|                                                              | Écologie au centre (ÉAC)                                     | Écologie au centre (ÉAC)                          | 2 168        | 1,52         | 0            | 0             | Nv            |             |               |               |  |
|                                                              |                                                              | Debout la France (DLF)                            | 901          | 0,63         | 0            | 0             | en stagnation |             |               |               |  |
|                                                              | Les Patriotes (LP)                                           | 707                                               | 0,50         | 0            | 0            | Nv            |               |             |               |               |  |
| Total Union pour la France (UPF)                             | Total Union pour la France (UPF)                             | 1 608                                             | 1,13         | 0            | 0            | en stagnation |               |             |               |               |  |
|                                                              | Lutte ouvrière (LO)                                          | Lutte ouvrière (LO)                               | 1 535        | 1,08         | 0            | 0             | en stagnation |             |               |               |  |
|                                                              |                                                              | Le Mouvement pour les Animaux (LMPA)              | 904          | 0,64         | 0            | 0             | en stagnation |             |               |               |  |
| Total Tous unis pour le vivant (TUPV)                        | Total Tous unis pour le vivant (TUPV)                        | 904                                               | 0,64         | 0            | 0            | en stagnation |               |             |               |               |  |
|                                                              | Dissidents NUPES                                             | Dissidents NUPES                                  | 631          | 0,44         | 0            | 0             | Nv            |             |               |               |  |
|                                                              | Parti ouvrier indépendant démocratique (POID)                | Parti ouvrier indépendant démocratique (POID)     | 617          | 0,43         | 0            | 0             | en stagnation |             |               |               |  |
|                                                              |                                                              | Union des centristes et des écologistes (UCE)     | 329          | 0,23         | 0            | 0             | en stagnation |             |               |               |  |
| Total Les écologistes avec la majorité présidentielle (ÉMP)  | Total Les écologistes avec la majorité présidentielle (ÉMP)  | 329                                               | 0,23         | 0            | 0            | en stagnation |               |             |               |               |  |
|                                                              | Parti communiste révolutionnaire de France (PCRF)            | Parti communiste révolutionnaire de France (PCRF) | 34           | 0,02         | 0            | 0             | en stagnation |             |               |               |  |
|                                                              |                                                              | République souveraine (RS)                        | 0            | 0,00         | 0            | 0             | Nv            |             |               |               |  |
| Total La Raison du peuple (LRDP)                             | Total La Raison du peuple (LRDP)                             | 0                                                 | 0,00         | 0            | 0            | Nv            |               |             |               |               |  |
|                                                              | Sans étiquette (SE)                                          | Sans étiquette (SE)                               | 1 705        | 1,20         | 0            | 0             | en stagnation |             |               |               |  |
|                                                              |                                                              |                                                   |              |              |              |               |               |             |               |               |  |
| Suffrages exprimés                                           | Suffrages exprimés                                           | Suffrages exprimés                                | 142 205      | 98,11        |              | 126 721       | 92,41         |             |               |               |  |
| Votes blancs                                                 | Votes blancs                                                 | Votes blancs                                      | 1 942        | 1,34         | 7 824        | 5,71          |               |             |               |               |  |
| Votes nuls                                                   | Votes nuls                                                   | Votes nuls                                        | 804          | 0,55         | 2 583        | 1,88          |               |             |               |               |  |
| Total                                                        | Total                                                        | Total                                             | 144 951      | 100          | 0            | 137 128       | 100           | 4           | 4             | en stagnation |  |
| Abstentions                                                  | Abstentions                                                  | Abstentions                                       | 159 900      | 52,45        |              | 167 731       | 55,02         |             |               |               |  |
| Inscrits/Participation                                       | Inscrits/Participation                                       | Inscrits/Participation                            | 304 851      | 47,55        | 304 859      | 44,98         |               |             |               |               |  |

#### Résultats par nuance
| Nuance                 | Nuance                                         | Nuance                 | Premier tour | Premier tour | Premier tour | Second tour | Second tour   | Second tour | Total Sièges | +/-           |  |
| Nuance                 | Nuance                                         | Nuance                 | Voix         | %            | Sièges       | Voix        | %             | Sièges      | Total Sièges | +/-           |  |
| ---------------------- | ---------------------------------------------- | ---------------------- | ------------ | ------------ | ------------ | ----------- | ------------- | ----------- | ------------ | ------------- |  |
|                        | Ensemble !                                     | ENS                    | 42 664       | 30,00        | 0            | 56 256      | 44,39         | 3           | 3            | 2             |  |
|                        | Rassemblement national                         | RN                     | 32 308       | 22,72        | 0            | 36 257      | 28,61         | 0           | 0            | en stagnation |  |
|                        | Nouvelle Union populaire écologique et sociale | NUP                    | 27 447       | 19,30        | 0            | 16 251      | 12,82         | 0           | 0            | en stagnation |  |
|                        | Les Républicains                               | LR                     | 18 418       | 12,95        | 0            | 17 957      | 14,17         | 1           | 1            | 1             |  |
|                        | Ecologistes                                    | ECO                    | 5 341        | 3,76         | 0            |             |               |             | 0            | en stagnation |  |
|                        | Reconquête                                     | REC                    | 5 862        | 4,12         | 0            | 0           | Nv            |             |              |               |  |
|                        | Divers droite                                  | DVD                    | 3 706        | 2,61         | 0            | 0           | en stagnation |             |              |               |  |
|                        | Divers extrême gauche                          | DXG                    | 2 817        | 1,98         | 0            | 0           | en stagnation |             |              |               |  |
|                        | Divers                                         | DIV                    | 1 705        | 1,20         | 0            | 0           | en stagnation |             |              |               |  |
|                        | Droite souverainiste                           | DSV                    | 1 608        | 1,13         | 0            | 0           | en stagnation |             |              |               |  |
|                        | Divers centre                                  | DVC                    | 329          | 0,23         | 0            | 0           | Nv            |             |              |               |  |
|                        | Union des démocrates et indépendants           | UDI                    |              |              |              | 0           | 1             |             |              |               |  |
|                        |                                                |                        |              |              |              |             |               |             |              |               |  |
| Suffrages exprimés     | Suffrages exprimés                             | Suffrages exprimés     | 142 205      | 98,11        |              | 126 721     | 92,41         |             |              |               |  |
| Votes blancs           | Votes blancs                                   | Votes blancs           | 1 942        | 1,34         | 7 824        | 5,71        |               |             |              |               |  |
| Votes nuls             | Votes nuls                                     | Votes nuls             | 804          | 0,55         | 2 583        | 1,88        |               |             |              |               |  |
| Total                  | Total                                          | Total                  | 144 951      | 100          | 0            | 137 128     | 100           | 4           | 4            | en stagnation |  |
| Abstentions            | Abstentions                                    | Abstentions            | 159 900      | 52,45        |              | 167 731     | 55,02         |             |              |               |  |
| Inscrits/Participation | Inscrits/Participation                         | Inscrits/Participation | 304 851      | 47,55        | 304 859      | 44,98       |               |             |              |               |  |

### Cartes

Nuance politique des candidats arrivés en tête dans chaque commune au 1er tour.
Nuance politique des candidats arrivés en tête dans chaque commune au 2e tour.

### Résultats par circonscription

#### Première circonscription
Député sortant : Guillaume Kasbarian (La République en marche).
| Candidat                 | Candidat                 | Parti et coalition       | Nuance                   | Premier tour | Premier tour | Second tour | Second tour |
| Candidat                 | Candidat                 | Parti et coalition       | Nuance                   | Voix         | %            | Voix        | %           |
| ------------------------ | ------------------------ | ------------------------ | ------------------------ | ------------ | ------------ | ----------- | ----------- |
|                          | Guillaume Kasbarian      | LREM (ENS)               | ENS                      | 13 838       | 31,32        | 22 530      | 58,10       |
|                          | Quentin Guillemain       | GE (NUPES)               | NUP                      | 10 087       | 22,83        | 16 251      | 41,90       |
|                          | David Delorme-Monsarrat  | RN                       | RN                       | 8 270        | 18,72        |             |             |
|                          | Ladislas Vergne          | LR (UDC)                 | LR                       | 3 892        | 8,81         |             |             |
|                          | Karine Dorange           | LR diss.                 | DVD                      | 3 706        | 8,39         |             |             |
|                          | Cyril Hermardinquer      | REC                      | REC                      | 2 083        | 4,71         |             |             |
|                          | Pierre Mazaheri          | PA                       | ECO                      | 1 040        | 2,35         |             |             |
|                          | Lucien Maillet           | LP (UPF)                 | DSV                      | 707          | 1,60         |             |             |
|                          | Marie-José Aubert        | LO                       | DXG                      | 557          | 1,26         |             |             |
|                          |                          |                          |                          |              |              |             |             |
| Votes valides            | Votes valides            | Votes valides            | Votes valides            | 44 180       | 98,20        | 38 781      | 91,54       |
| Votes blancs             | Votes blancs             | Votes blancs             | Votes blancs             | 561          | 1,25         | 2 628       | 6,20        |
| Votes nuls               | Votes nuls               | Votes nuls               | Votes nuls               | 248          | 0,55         | 958         | 2,26        |
| Total                    | Total                    | Total                    | Total                    | 44 989       | 100          | 42 367      | 100         |
| Abstention               | Abstention               | Abstention               | Abstention               | 46 225       | 50,68        | 48 865      | 53,56       |
| Inscrits / participation | Inscrits / participation | Inscrits / participation | Inscrits / participation | 91 214       | 49,32        | 91 232      | 46,44       |

#### Deuxième circonscription
Député sortant : Olivier Marleix (Les Républicains).
| Candidat                 | Candidat                 | Parti et coalition       | Nuance                   | Premier tour | Premier tour | Second tour | Second tour |
| Candidat                 | Candidat                 | Parti et coalition       | Nuance                   | Voix         | %            | Voix        | %           |
| ------------------------ | ------------------------ | ------------------------ | ------------------------ | ------------ | ------------ | ----------- | ----------- |
|                          | Olivier Marleix          | LR (UDC)                 | LR                       | 9 124        | 28,37        | 17 957      | 62,33       |
|                          | Aleksandar Nikolic       | RN                       | RN                       | 7 880        | 24,50        | 10 854      | 37,67       |
|                          | Kévin Boëté              | LFI (NUPES)              | NUP                      | 5 998        | 18,65        |             |             |
|                          | Maxime David             | LREM (ENS)               | ENS                      | 5 271        | 16,39        |             |             |
|                          | Agnès d'Amilly           | REC                      | REC                      | 966          | 3,00         |             |             |
|                          | Sylvie Castro            | ÉAC                      | ECO                      | 833          | 2,59         |             |             |
|                          | Yassin Chaary            | LFI diss.                | DXG                      | 631          | 1,96         |             |             |
|                          | Pierre-Marcel Reignier   | PA                       | ECO                      | 507          | 1,58         |             |             |
|                          | Emeline Luzeau           | DLF (UPF)                | DSV                      | 362          | 1,13         |             |             |
|                          | Béatrice Jaffrenou       | POID                     | DXG                      | 343          | 1,07         |             |             |
|                          | Adrien Denis             | LO                       | DXG                      | 216          | 0,67         |             |             |
|                          | Emmanuelle Kraemer,      | PCRF                     | DXG                      | 34           | 0,11         |             |             |
|                          |                          |                          |                          |              |              |             |             |
| Votes valides            | Votes valides            | Votes valides            | Votes valides            | 32 165       | 98,30        | 28 811      | 93,42       |
| Votes blancs             | Votes blancs             | Votes blancs             | Votes blancs             | 403          | 1,23         | 1 574       | 5,10        |
| Votes nuls               | Votes nuls               | Votes nuls               | Votes nuls               | 153          | 0,47         | 456         | 1,48        |
| Total                    | Total                    | Total                    | Total                    | 32 721       | 100          | 30 841      | 100         |
| Abstention               | Abstention               | Abstention               | Abstention               | 42 324       | 56,40        | 44 205      | 58,90       |
| Inscrits / participation | Inscrits / participation | Inscrits / participation | Inscrits / participation | 75 045       | 43,60        | 75 046      | 41,10       |

#### Troisième circonscription
Député sortant : Luc Lamirault (Horizons).
| Candidat                 | Candidat                 | Parti et coalition       | Nuance                   | Premier tour | Premier tour | Second tour | Second tour |
| Candidat                 | Candidat                 | Parti et coalition       | Nuance                   | Voix         | %            | Voix        | %           |
| ------------------------ | ------------------------ | ------------------------ | ------------------------ | ------------ | ------------ | ----------- | ----------- |
|                          | Luc Lamirault            | H (ENS)                  | ENS                      | 9 505        | 28,87        | 16 055      | 53,96       |
|                          | Régine Flaunet,          | LAF - RN                 | RN                       | 8 086        | 24,56        | 13 701      | 46,04       |
|                          | Valéria Orfila,          | RÉV (NUPES)              | NUP                      | 6 283        | 19,08        |             |             |
|                          | Rémi Martial             | LR (UDC)                 | LR                       | 2 934        | 8,91         |             |             |
|                          | Carole Géraci            | SE                       | DIV                      | 1 705        | 5,18         |             |             |
|                          | Éric Laqua               | REC                      | REC                      | 1 134        | 3,44         |             |             |
|                          | Vivette Joly             | LMPA (TUPV)              | ECO                      | 904          | 2,75         |             |             |
|                          | Soumaya Dardaba          | ÉAC                      | ECO                      | 620          | 1,88         |             |             |
|                          | Damien Bouticourt        | DLF (UPF)                | DSV                      | 539          | 1,64         |             |             |
|                          | Romain Ribas             | UCE (ÉMP)                | DVC                      | 329          | 1,00         |             |             |
|                          | Vincent Chevrollier      | LO                       | DXG                      | 325          | 0,99         |             |             |
|                          | Claire Barbier           | PA                       | ECO                      | 289          | 0,88         |             |             |
|                          | Aurore Lamoureux         | POID                     | DXG                      | 274          | 0,83         |             |             |
|                          |                          |                          |                          |              |              |             |             |
| Votes valides            | Votes valides            | Votes valides            | Votes valides            | 32 927       | 97,79        | 29 756      | 91,58       |
| Votes blancs             | Votes blancs             | Votes blancs             | Votes blancs             | 523          | 1,55         | 2 059       | 6,34        |
| Votes nuls               | Votes nuls               | Votes nuls               | Votes nuls               | 222          | 0,66         | 678         | 2,09        |
| Total                    | Total                    | Total                    | Total                    | 33 672       | 100          | 32 493      | 100         |
| Abstention               | Abstention               | Abstention               | Abstention               | 37 670       | 52,80        | 38 850      | 54,46       |
| Inscrits / participation | Inscrits / participation | Inscrits / participation | Inscrits / participation | 71 342       | 47,20        | 71 343      | 45,54       |

#### Quatrième circonscription
Député sortant : Philippe Vigier (Mouvement démocrate).
| Candidat                 | Candidat                 | Parti et coalition       | Nuance                   | Premier tour | Premier tour | Second tour | Second tour |
| Candidat                 | Candidat                 | Parti et coalition       | Nuance                   | Voix         | %            | Voix        | %           |
| ------------------------ | ------------------------ | ------------------------ | ------------------------ | ------------ | ------------ | ----------- | ----------- |
|                          | Philippe Vigier          | MoDem (ENS)              | ENS                      | 14 050       | 42,66        | 17 671      | 60,16       |
|                          | Virginia de Oliveira     | RN                       | RN                       | 8 072        | 24,51        | 11 702      | 39,84       |
|                          | Mathieu Gaston           | LFI (NUPES)              | NUP                      | 5 079        | 15,42        |             |             |
|                          | Élisabeth Meyblum        | LR (UDC)                 | LR                       | 2 468        | 7,49         |             |             |
|                          | Vincent Lhopiteau        | REC                      | REC                      | 1 679        | 5,10         |             |             |
|                          | Evelyne Dassas           | ÉAC                      | ECO                      | 715          | 2,17         |             |             |
|                          | Anne-Laure Assayag       | LO                       | DXG                      | 437          | 1,33         |             |             |
|                          | Pierre Mioque            | PA                       | ECO                      | 433          | 1,31         |             |             |
|                          | Aude Lemoine             | RS (LRDP)                | DSV                      | 0            | 0,00         |             |             |
|                          |                          |                          |                          |              |              |             |             |
| Votes valides            | Votes valides            | Votes valides            | Votes valides            | 32 933       | 98,11        | 29 373      | 93,46       |
| Votes blancs             | Votes blancs             | Votes blancs             | Votes blancs             | 455          | 1,36         | 1 563       | 4,97        |
| Votes nuls               | Votes nuls               | Votes nuls               | Votes nuls               | 181          | 0,54         | 491         | 1,56        |
| Total                    | Total                    | Total                    | Total                    | 33 569       | 100          | 31 427      | 100         |
| Abstention               | Abstention               | Abstention               | Abstention               | 33 681       | 50,08        | 35 811      | 53,26       |
| Inscrits / participation | Inscrits / participation | Inscrits / participation | Inscrits / participation | 67 250       | 49,92        | 67 238      | 46,74       |